# Anna Ryschykowa
Anna Wassyliwna Ryschykowa (geborene Jaroschtschuk; ukrainisch Анна Василівна Рижикова [Ярощук]; englische Transkription Anna Ryzhykova [Yaroshchuk]; * 24. November 1989 in Dnipropetrowsk, Ukrainische SSR, Sowjetunion) ist eine ukrainische Hürdenläuferin, die sich auf die 400-Meter-Distanz spezialisiert hat und Rekordhalterin in dieser Disziplin ist. Zu ihren größten Erfolgen zählt der Gewinn der Bronzemedaille mit der 4-mal-400-Meter-Staffel bei den Olympischen Sommerspielen 2012 in London sowie mehrere Medaillen bei Europameisterschaften sowie bei den Studentenweltspielen und den Militärweltspielen.

## Sportliche Karriere
Erste internationale Erfahrungen sammelte Anna Ryschykowa im Jahr 2007, als sie bei den Junioreneuropameisterschaften in Hengelo im 200-Meter-Lauf mit 24,97 s in der ersten Runde ausschied und mit der ukrainischen 4-mal-100-Meter-Staffel in 44,77 s die Silbermedaille gewann. Im Jahr darauf belegte sie bei den Juniorenweltmeisterschaften in Bydgoszcz in 58,43 s den sechsten Platz im 400-Meter-Hürdenlauf und gewann mit der 4-mal-400-Meter-Staffel in 3:34,20 min die Silbermedaille. 2009 wurde sie bei den U23-Europameisterschaften in Kaunas in 57,26 s Achte im Hürdenlauf und belegte mit der Staffel in 3:30,78 min den vierten Platz. Im Jahr darauf erreichte sie bei den Europameisterschaften in Barcelona das Halbfinale und schied dort mit 56,29 s aus. 2011 siegte sie bei den U23-Europameisterschaften in Ostrava in 54,77 s im Hürdenlauf und wurde in 3:30,13 min Zweite in der 4-mal-400-Meter-Staffel hinter dem Team aus Russland. Anschließend nahm sie erstmals an der Sommer-Universiade in Shenzhen teil und gewann dort in 55,15 s die Goldmedaille im Hürdenlauf. Daraufhin schied sie bei den Weltmeisterschaften in Daegu mit 55,09 s im Halbfinale aus und gelangte mit der ukrainischen Mannschaft zunächst auf den fünften Platz. Dieses Resultat wurde aber wegen eines Dopingvergehens einer ihrer Kolleginnen annulliert. 2012 gewann sie bei den Europameisterschaften in Helsinki mit der neuen persönlichen Bestzeit von 54,35 s die Bronzemedaille hinter der Russin Irina Dawydowa und Denisa Rosolová aus Tschechien. Viele Jahre später wurde der russischen Siegerin die Goldmedaille wegen eines Dopingverstoßes aberkannt und Ryschykowa rückte auf den Silberrang vor. Zudem qualifizierte sie sich erstmals für die Teilnahme an den Olympischen Spielen in London, bei denen sie im Hürdenlauf mit 55,51 s im Halbfinale ausschied. Zudem gewann sie mit der ukrainischen 4-mal-400-Meter-Staffel in 3:23,57 min die Bronzemedaille hinter den Teams aus den Vereinigten Staaten und Jamaika, nachdem die russische Stafette nachträglich wegen zweier Dopingfälle disqualifiziert worden war.
2013 verteidigte sie bei den Studentenweltspielen in Kasan mit 54,77 s ihren Titel, nachdem ihre Landsfrau Hanna Titimez nachträglich wegen eines Dopingverstoßes disqualifiziert worden war. Anschließend erreichte sie bei den Weltmeisterschaften in Moskau das Finale und belegte dort in 55,01 s den fünften Platz. Im Jahr darauf wurde sie bei den Europameisterschaften in Zürich im Vorlauf über die Hürden disqualifiziert, gewann aber mit der Staffel in 3:24,32 min die Silbermedaille hinter dem Team aus Frankreich. 2015 schied sie bei den Weltmeisterschaften in Peking mit 55,16 s im Halbfinale aus und gewann anschließend bei den Militärweltspielen im südkoreanischen Mungyeong in 55,74 s die Silbermedaille hinter der Bahrainerin Kemi Adekoya und auch mit der Staffel gewann sie in 3:30,66 min die Silbermedaille hinter Russland. Zudem kam sie im 100-Meter-Hürdenlauf in der ersten Runde nicht ins Ziel.
Nach zweijähriger Verletzungspause erreichte sie bei den Leichtathletik-Hallenweltmeisterschaften 2018 in Birmingham das Halbfinale im 400-Meter-Lauf, in dem sie mit 52,74 s ausschied und mit der Staffel belegte sie in 3:31,32 min den vierten Platz. Anfang August gewann sie bei den Europameisterschaften in Berlin in 54,51 s die Silbermedaille hinter der Schweizerin Léa Sprunger und kurz darauf siegte sie beim Diamond League Meeting in Brüssel, dem Memorial van Damme in 55,38 s. Daraufhin wurde sie beim Continentalcup in Ostrava in 54,47 s Dritte hinter der Jamaikanerin Janieve Russell und Shamier Little aus den Vereinigten Staaten. Im Jahr darauf siegte sie mit der Staffel bei den Balkan-Hallenmeisterschaften in Istanbul in 3:33,76 min und anschließend schied sie bei den Halleneuropameisterschaften in Glasgow über 400 Meter mit 53,22 s im Halbfinale aus. Anschließend wurde die ukrainische Staffel bei den World Relays in Yokohama im Vorlauf disqualifiziert und daraufhin siegte sie bei den Europaspielen in Minsk in der Mixed-Staffel. Im Herbst belegte sie bei den Weltmeisterschaften in Doha mit 54,45 s im Finele den siebten Platz und gelangte mit der Staffel nach 3:27,48 min auf Rang sechs. Daraufhin gewann sie bei den Militärweltspielen in Wuhan in 55,23 s die Silbermedaille im Hürdensprint hinter der Bahrainerinn Aminat Jamal und mit der Staffel gewann sie in 3:33,68 min die Bronzemedaille hinter den Teams aus Polen und Russland. 2020 wurde sie beim Bauhaus-Galan in 55,19 s Zweite und siegte dann beim P-T-S Meeting in 55,21 s. Einem zweiten Platz bei der Golden Gala folgte ein Sieg bei den Balkan-Meisterschaften in Cluj-Napoca in 51,74 s über 400 Meter und auch mit der Staffel siegte sie in 3:34,21 min. 2021 gewann sie bei den Balkan-Hallenmeisterschaften in Istanbul in 52,38 s die Silbermedaille über 400 Meter und siegte mit der Staffel in 3:38,16 min. Anschließend schied sie bei den Halleneuropameisterschaften in Toruń mit neuer Bestleistung von 52,11 s im Halbfinale aus und belegte mit der Staffel in neuer Landesrekordzeit von 3:30,38 min den fünften Platz. Miit Juni wurde sie bei der Golden Gala Pietro Mennea in Florenz nach 54,19 s Rang zwei und auch bei den Bislett Games in Oslo wurde sie in 54,15 s. Nur wenige Tage darauf wurde sie beim Bauhaus-Galan in Stockholm in 52,96 s Dritte und stellte damit einen neuen Landesrekord auf, womit sie Tetjana Tereschtschuk-Antipowa als Rekordhalterin ablöste. Anschließend nahm sie erneut an den Olympischen Sommerspielen in Tokio teil und klassierte sich dort mit 53,48 s im Finale auf dem fünften Platz. Zudem schied sie mit der ukrainischen 4-mal-400-Meter-Staffel mit 3:24,50 min im Vorlauf aus. Ende August wurde sie bei der Athletissima in Lausanne in 54,32 s Zweite und beim Meeting de Paris in 54,59 S Dritte, wie auch bei Weltklasse Zürich mit 53,70 s.
2022 wurde sie beim British Grand Prix in 55,37 s Dritte und anschließend auch bei der Golden Gala Pietro Mennea in 54,50 s. Bei den Bislett Games wurde sie in 54,81 s und beim Bauhaus-Galan in 54,33 s Dritte. Im Juli erreichte sie bei den Weltmeisterschaften in Eugene das Finale und belegte dort in 54,93 s den achten Platz. Zudem verpasste sie mit der 4-mal-400-Meter-Staffel mit 3:29,25 min den Finaleinzug. Im August gewann sie dann bei den Europameisterschaften in München in 54,86 s die Bronzemedaille hinter der Niederländerin Femke Bol und ihrer Landsfrau Wiktorija Tkatschuk. Im Jahr darauf wurde sie bei der 2. Liga der Team-Europameisterschaft im Rahmen der Europaspiele in Chorzów in 3:15,13 min Dritte in der Mixed-Staffel. Anschließend schied sie bei den Weltmeisterschaften in Budapest mit 54,42 s im Halbfinale aus. Bei den World Athletics Relays 2024 auf den Bahamas wurde sie in 3:14,49 min Zweite im C-Lauf in der 2. Qualifikationsrunde der Mixed-Staffel für die Olympischen Spiele in Paris und sicherte damit der Ukraine einen Startplatz. Anschließend wurde sie beim Meeting International Mohammed VI d’Athlétisme de Marrakesch in 55,09 s Dritte über 400 Meter Hürden, ehe sie bei den Europameisterschaften in Rom mit 54,95 s im Semifinale ausschied. Zudem verpasste sie dort mit der Frauenstaffel mit 3:27,59 min den Finaleinzug. Im August schied sie bei den Olympischen Sommerspielen in Paris mit 55,65 s im Halbfinale aus.
In den Jahren 2009 und 2018 sowie 2019, 2023 und 2024 wurde Ryschykowa ukrainische Meisterin im 400-Meter-Hürdenlauf und von 2019 bis 2021 siegte sie auch über 400 Meter. Zudem wurde sie 2014 und 2021 Hallenmeisterin über 400 Meter sowie 2014 auch in der 4-mal-400-Meter-Staffel.
Seit dem russischen Überfall auf die Ukraine im Februar 2022 trainierte sie in den USA.

## Persönliche Bestzeiten
- 400 Meter: 51,21 s, 19. Juni 2021 in Luzk
  - 400 Meter (Halle): 52,11 s, 5. März 2021 in Toruń
- 300 m Hürden: 38,36 s, 31. Mai 2022 in Ostrava
- 400 m Hürden: 52,96 s, 4. Juli 2021 in Stockholm (ukrainischer Rekord)